# XIIIe législature de la République italienne
9 mai 1996 – 29 mai 2001
(5 ans et 20 jours)
XIIe XIVe
Palais Montecitorio (Chambre)
Palais Madame (Sénat)
La XIIIe législature de la République italienne (en italien : La XIII Legislatura della Repubblica Italiana) est la Parlement de la République italienne qui a été ouverte le 9 mai 1996 et qui s'est fermée le 29 mai 2001.

## Gouvernements
| Président du Conseil des ministres                   | Président du Conseil des ministres | Président du Conseil des ministres | Parti                        | Dates (Durée)                                                           | Gouvernement | Composition                                                        | Composition |
| ---------------------------------------------------- | ---------------------------------- | ---------------------------------- | ---------------------------- | ----------------------------------------------------------------------- | ------------ | ------------------------------------------------------------------ | ----------- |
|                                                      |                                    | Romano Prodi                       | Indépendant de centre-gauche | 17 mai 1996 – 21 octobre 1998 (2 ans, 5 mois et 4 jours)                | Prodi I      | L'Olivier (PDS - PPI - RI - UD - SI - FdV - Ind.)                  |             |
|                                                      |                                    | Massimo D'Alema                    | Démocrates de gauche         | 21 octobre 1998 – 18 décembre 1999 (1 an, 1 mois et 27 jours)           | D'Alema I    | L'Olivier (DS - PPI - RI - SDI - FdV - PCd'I - UDR - Ind.)         |             |
| 18 décembre 1999 – 25 avril 2000 (4 mois et 7 jours) | D'Alema II                         | Massimo D'Alema                    | Démocrates de gauche         | L'Olivier (DS - PPI - Dem - RI - SDI - FdV - PCd'I - UDEUR - UV - Ind.) |              |                                                                    |             |
|                                                      |                                    | Giuliano Amato                     | Indépendant de centre-gauche | 25 avril 2000 – 11 juin 2001 (1 an, 1 mois et 17 jours)                 | Amato II     | L'Olivier (DS - PPI - Dem - RI - SDI - FdV - PCd'I - UDEUR - Ind.) |             |

## Chambre des députés

### Composition
| Groupe parlementaire                                                        | Groupe parlementaire                                                                      | Groupe parlementaire | Président déclaré                                                              | Sièges    |
| Nom                                                                         | Nom                                                                                       | Abréviation          | Président déclaré                                                              | Sièges    |
| --------------------------------------------------------------------------- | ----------------------------------------------------------------------------------------- | -------------------- | ------------------------------------------------------------------------------ | --------- |
|                                                                             | Parti démocrate de la gauche-L'Olivier (jusqu'au 24/02/1998)                              | SD-U                 | Fabio Mussi                                                                    | 161 / 630 |
| Démocrates de gauche-L'Olivier                                              | DS-U                                                                                      |                      | Fabio Mussi                                                                    | 161 / 630 |
|                                                                             | Forza Italia                                                                              | FI                   | Beppe Pisanu                                                                   | 117 / 630 |
|                                                                             | Mixte                                                                                     | Mixte                | Mauro Paissan                                                                  | 94 / 630  |
|                                                                             | Alliance nationale                                                                        | AN                   | Giuseppe Tatarella (jusqu’au 08/02/1998) Gustavo Selva (dès le 23/02/1999)     | 88 / 630  |
|                                                                             | Démocrates populaires-L'Olivier                                                           | PD-U                 | Sergio Mattarella (jusqu’au 27/10/1998) Antonello Soro (dès le 27/10/1998)     | 56 / 630  |
|                                                                             | Ligue Padanie (jusqu'au 22/05/1996)                                                       | LEGA PAD.            | Domenico Comino (jusqu'au 08/07/1999) Giancarlo Pagliarini (dès le 08/07/1999) | 46 / 630  |
| Ligue du Nord pour l'indépendance de la Padanie (jusqu'au 29/07/1999)       | LEGA N-PAD                                                                                |                      | Domenico Comino (jusqu'au 08/07/1999) Giancarlo Pagliarini (dès le 08/07/1999) | 46 / 630  |
| Ligue Force du Nord pour l'indépendance de la Padanie (jusqu'au 17/02/2000) | LFNIP                                                                                     |                      | Domenico Comino (jusqu'au 08/07/1999) Giancarlo Pagliarini (dès le 08/07/1999) | 46 / 630  |
| Ligue du Nord Padanie                                                       | LNP                                                                                       |                      | Domenico Comino (jusqu'au 08/07/1999) Giancarlo Pagliarini (dès le 08/07/1999) | 46 / 630  |
|                                                                             | Refondation communiste-Progressistes (jusqu'au 12/10/1998)                                | RC-PROG              | Oliviero Diliberto (jusqu'au 12/10/1998) Tullio Grimaldi (dès le 22/10/1998)   | 20 / 630  |
| Communiste                                                                  | COM                                                                                       |                      | Oliviero Diliberto (jusqu'au 12/10/1998) Tullio Grimaldi (dès le 22/10/1998)   | 20 / 630  |
|                                                                             | Démocrates-chrétiens unis - Démocrates-chrétiens pour la République (jusqu’au 26.03.1998) | CDU-CDR              | Salvatore Cardinale (jusqu’au 21/10/1998) Roberto Manzione (dès le 04/11/1998) | 20 / 630  |
| Pour l’UDR-CDU/CDR (jusqu’au 11/06/1998)                                    | UDR-CDU/CDR                                                                               |                      | Salvatore Cardinale (jusqu’au 21/10/1998) Roberto Manzione (dès le 04/11/1998) | 20 / 630  |
| UDR - Union démocratique pour la République (jusqu’au 30/06/1999)           | UDR                                                                                       |                      | Salvatore Cardinale (jusqu’au 21/10/1998) Roberto Manzione (dès le 04/11/1998) | 20 / 630  |
| Union démocratique pour l'Europe (dès le 13/12/1999)                        | UDE                                                                                       |                      | Salvatore Cardinale (jusqu’au 21/10/1998) Roberto Manzione (dès le 04/11/1998) | 20 / 630  |
|                                                                             | Centre chrétien-démocrate - Démocrates chrétiens (jusqu’au 11/02/1997)                    | CCD-CDU              | Carlo Giovanardi                                                               | 20 / 630  |
| Centre chrétien-démocrate (jusqu'au 15/04/1998)                             | CCD                                                                                       |                      | Carlo Giovanardi                                                               | 20 / 630  |
|                                                                             | Les Démocrates-L'Olivier (dès le 31/03/1999)                                              | Dem-U                | Rino Piscitello (jusqu’au 02/02/2000) Francesco Monaco (dès le 03/02/2000)     | 20 / 630  |
|                                                                             | Renouveau italien                                                                         | RI                   | Bonaventura Lamacchia                                                          |           |

### Composition du bureau
| Fonction        | Titulaire | Titulaire                               | Parti   |
| --------------- | --------- | --------------------------------------- | ------- |
| Président       |           | Luciano Violante                        | PDS/DS  |
|                 |           |                                         |         |
| Vice-présidents |           | Alfredo Biondi                          | FI      |
| Vice-présidents |           | Lorenzo Acquarone                       | PPI     |
| Vice-présidents |           | Pierluigi Petrini                       | RI      |
| Vice-présidents |           | Clemente Mastella (jusqu'au 11/11/1998) | CCD-UDR |
| Vice-présidents |           | Carlo Giovanardi (dès le 11/11/1998)    | CCD     |
|                 |           |                                         |         |
| Questeurs       |           | Angelo Muzio                            | PdCI    |
| Questeurs       |           | Maura Camoirano                         | PPI     |
| Questeurs       |           | Ugo Martinat                            | AN      |
|                 |           |                                         |         |
| Secrétaires     |           | Alberta De Simone                       | PPI     |
| Secrétaires     |           | Rosanna Moroni                          | PdCI    |
| Secrétaires     |           | Giuseppina Servodio                     | PPI     |
| Secrétaires     |           | Adria Bartolich                         | PDS/DS  |
| Secrétaires     |           | Nicola Bono                             | AN      |
| Secrétaires     |           | Tiziana Maiolo                          | AN      |
| Secrétaires     |           | Mario Tassone                           | CDU-UDR |
| Secrétaires     |           | Maria Burani Procaccini                 | FI      |
| Secrétaires     |           | Marco Boato                             | FdV     |
| Secrétaires     |           | Mauro Michielon                         | LN      |
| Secrétaires     |           | Lucio Testa                             | PPI     |
| Secrétaires     |           | Bonaventura Lamacchia                   | UDEUR   |

### Commissions parlementaires
| Commission | Commission                                                      | Président | Président                                             | Parti                         |
| ---------- | --------------------------------------------------------------- | --------- | ----------------------------------------------------- | ----------------------------- |
| I          | Affaires constitutionnelles, présidence du Conseil et intérieur |           | Rosa Russo Iervolino (du 04/06/1996 au 21/10/1998)    | PPI                           |
| I          | Affaires constitutionnelles, présidence du Conseil et intérieur |           | Antonio Maccanico (du 05/11/1998 au 21/06/1999)       | UD                            |
| I          | Affaires constitutionnelles, présidence du Conseil et intérieur |           | Raffaele Cananzi (du 14/07/1999 au 22/12/1999)        | PPI                           |
| I          | Affaires constitutionnelles, présidence du Conseil et intérieur |           | Rosa Russo Iervolino (dès le 18/01/2000)              | PPI                           |
| II         | Justice                                                         |           | Giuliano Pisapia (du 04/06/1996 au 27/10/1998)        | PRC                           |
| II         | Justice                                                         |           | Anna Finocchiaro (dès le 05/11/1998)                  | DS                            |
| III        | Affaires étrangères et communautaires                           |           | Achille Occhetto                                      | PDS/DS                        |
| IV         | Défense                                                         |           | Valdo Spini                                           | FL (1996-1998) DS (1998-2001) |
| V          | Budget, trésor et planification                                 |           | Bruno Solaroli (du 04/06/1996 au 27/09/1999)          | PDS/DS                        |
| V          | Budget, trésor et planification                                 |           | Augusto Fantozzi (dès le 30/09/1999)                  | Dem                           |
| VI         | Finances                                                        |           | Giorgio Benvenuto                                     | PDS/DS                        |
| VII        | Culture, science et éducation                                   |           | Giovanni Castellani                                   | PPI                           |
| VIII       | Environnement, territoire et travaux publics                    |           | Maria Rita Lorenzetti (du 04/06/1996 au 23/05/2000)   | PDS/DS                        |
| VIII       | Environnement, territoire et travaux publics                    |           | Sauro Turroni (dès le 31/05/2000)                     | FdV                           |
| IX         | Transports, postes et télécommunications                        |           | Ernesto Stajano (du 04/06/1996 au 27/07/1998)         | RI                            |
| IX         | Transports, postes et télécommunications                        |           | Gianantonio Mazzocchin (dès le 11/10/2000)            | PRI                           |
| X          | Activités productives, commerce et tourisme                     |           | Nerio Nesi (du 04/06/1996 au 25/04/2000)              | PRC                           |
| X          | Activités productives, commerce et tourisme                     |           | Gianfranco Saraca (dès le 05/11/2000)                 | UDR                           |
| XI         | Travail public et privé                                         |           | Renzo Innocenti                                       | PDS/DS                        |
| XII        | Affaires sociales                                               |           | Marida Bolognesi                                      | PDS/DS                        |
| XIII       | Agriculture                                                     |           | Alfonso Pecoraro Scanio (du 04/06/1996 au 25/04/2000) | FdV                           |
| XIII       | Agriculture                                                     |           | Francesco Ferrari (dès le 31/05/2000)                 | PPI                           |
| XIV        | Politiques de l'Union européenne                                |           | Antonio Ruberti (du 10/08/1996 au 04/09/2000)         | PDS/DS                        |
| XIV        | Politiques de l'Union européenne                                |           | Luigi Berlinguer (dès le 31/05/2000)                  | DS                            |

## Sénat de la République

### Composition
| Groupe parlementaire | Nombre de sièges |
| -------------------- | ---------------- |
| PDS-DS               | 100/315          |
| FI                   | 48/315           |
| AN                   | 43/315           |
| PPI                  | 31/315           |
| LN                   | 27/315           |
| PRC                  | 11/315           |
| CCD-CDU              | 25/315           |
| RI                   | 11/315           |

### Composition du bureau
| Fonction        | Titulaire | Titulaire                              | Parti |
| --------------- | --------- | -------------------------------------- | ----- |
| Président       |           | Nicola Mancino                         | PPI   |
|                 |           |                                        |       |
| Vice-présidents |           | Carlo Rognoni                          | PDS   |
| Vice-présidents |           | Ersilia Salvato                        | PRC   |
| Vice-présidents |           | Domenico Contestabile                  | FI    |
| Vice-présidents |           | Domenico Fisichella                    | AN    |
|                 |           |                                        |       |
| Questeurs       |           | Giovanni Lorenzo Forcieri              | PDS   |
| Questeurs       |           | Maria Rosaria Manieri                  | RI    |
| Questeurs       |           | Luigi Grillo                           | FI    |
|                 |           |                                        |       |
| Secrétaires     |           | Renato Albertini                       | PRC   |
| Secrétaires     |           | Franca D'Alessandro Prisco             | SD    |
| Secrétaires     |           | Stefano Passigli (jusqu'au 30/12/1999) | SD    |
| Secrétaires     |           | Lino Diana                             | PPI   |
| Secrétaires     |           | Renato Meduri                          | AN    |
| Secrétaires     |           | Giuseppe Brienza                       | CCD   |
| Secrétaires     |           | Francesca Scopelliti                   | FI    |
| Secrétaires     |           | Giuseppe Specchia                      | AN    |
| Secrétaires     |           | Luigi Manconi                          | FdV   |
| Secrétaires     |           | Giuseppe Camo                          | CCD   |
| Secrétaires     |           | Helga Thaler Ausserhofer               | SVP   |
| Secrétaires     |           | Augusto Cortelloni                     | FI    |
| Secrétaires     |           | Antonio Serena                         | LN    |
| Secrétaires     |           | Francesco Tabladini                    | LN    |
| Secrétaires     |           | Adolfo Manis                           | FI    |
| Secrétaires     |           | Anna Maria Bucciarelli                 | SD    |
| Secrétaires     |           | Francesco Bosi                         | CCD   |

### Commissions parlementaires
| Commission | Commission                                          | Président | Président                                       | Parti    |
| ---------- | --------------------------------------------------- | --------- | ----------------------------------------------- | -------- |
| I          | Affaires constitutionnelles                         |           | Massimo Villone                                 | PDS/DS   |
| II         | Justice                                             |           | Ortensio Zecchino (du 05/06/1996 au 26/10/1998) | PPI      |
| II         | Justice                                             |           | Michele Pinto (dès le 28/10/1998)               | PPI      |
| III        | Affaires étrangères et émigration                   |           | Gian Giacomo Migone                             | PDS/DS   |
| IV         | Défense                                             |           | Libero Gualtieri (du 05/06/1996 au 15/02/1999)  | DS       |
| IV         | Défense                                             |           | Doriano Di Benedetto (dès le 07/04/1999)        | UDR      |
| V          | Budget                                              |           | Romualdo Coviello                               | PPI      |
| VI         | Finances et trésor                                  |           | Gavino Angius (du 05/06/1996 au 14/07/1999)     | PDS/DS   |
| VI         | Finances et trésor                                  |           | Luciano Guerzoni (dès le 21/07/1999)            | DS       |
| VII        | Instruction publique et biens culturels             |           | Adriano Ossicini                                | RI       |
| VIII       | Travaux publics et communication                    |           | Claudio Petruccioli                             | PDS/DS   |
| IX         | Agriculture et production agroalimentaire           |           | Concetto Scivoletto                             | PDS/DS   |
| X          | Industrie, commerce et tourisme                     |           | Leonardo Caponi                                 | PRC/PdCI |
| XI         | Travail et prévoyance sociale                       |           | Carlo Smuraglia                                 | PDS      |
| XII        | Hygiène et santé                                    |           | Francesco Carella                               | FdV      |
| XIII       | Territoire, environnement et biens environnementaux |           | Fausto Giovanelli                               | PDS/DS   |